# 弗雷德里克·埃德溫·丘奇

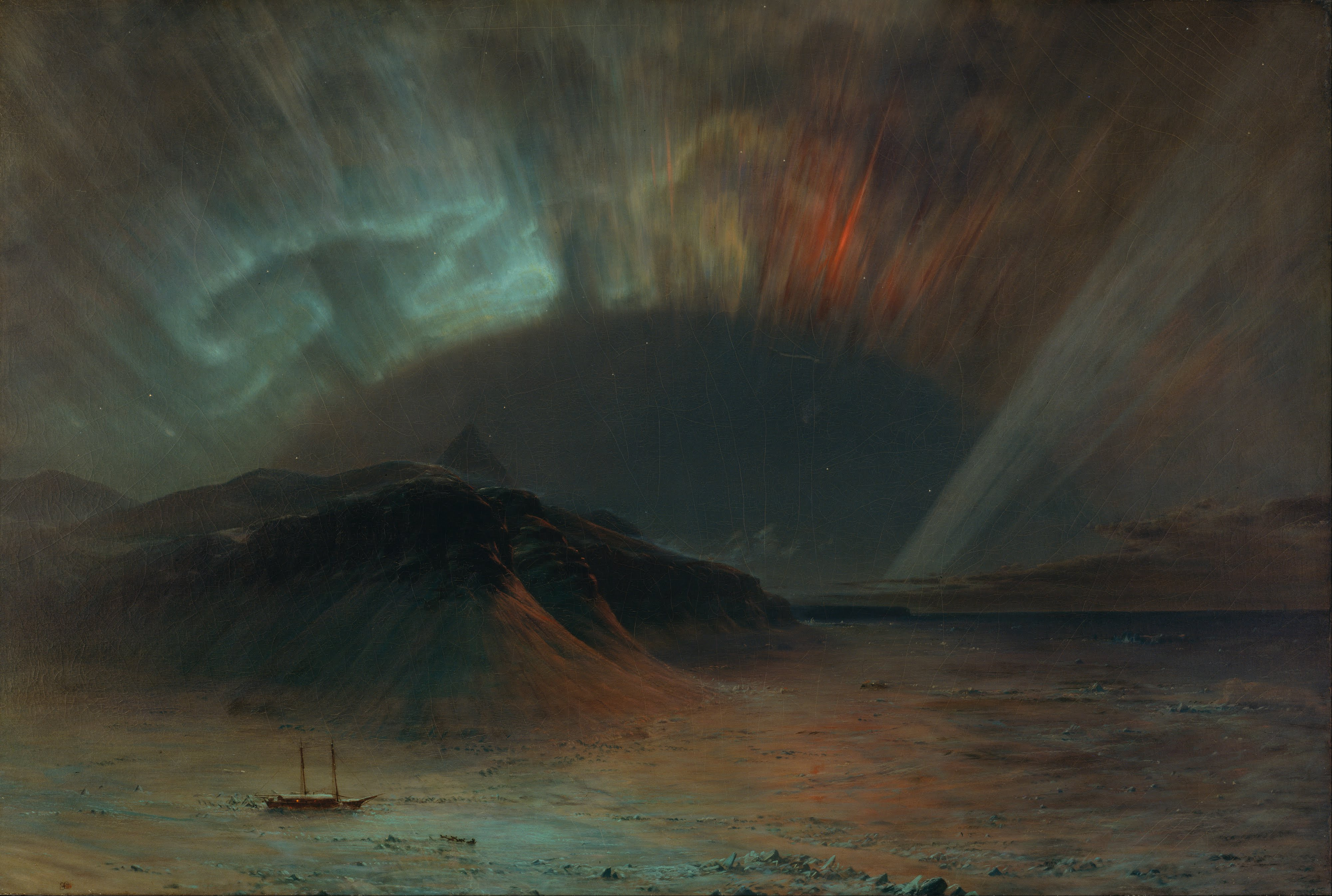
《極光》（Aurora Borealis，1865），史密森尼美國藝術博物館，華盛頓特區

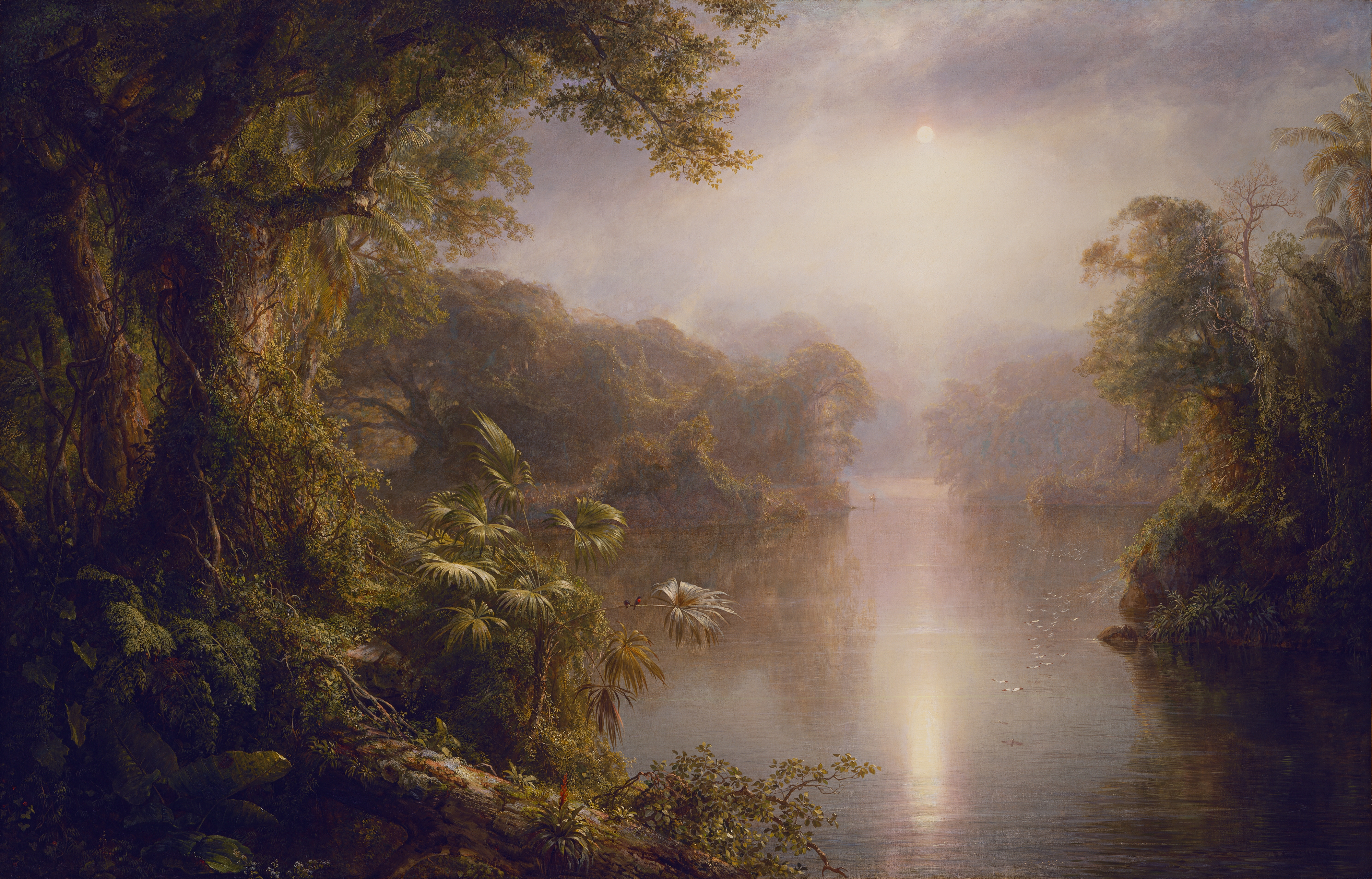
《熱帶清晨》（El Río de Luz ，1877），國家藝廊

弗雷德里克·埃德溫·丘奇（Frederic Edwin Church，1826年5月4日-1900年4月7日）是一位美國風景畫家，他是托馬斯·科爾的學生，也是第二代哈德遜河派的中心人物之一。他的作品主要以他在美洲旅行時看到的山川、落日等宏偉的景觀為主，晚年也畫過一些城市景觀及地中海和中東的景色。

## 生平
丘奇是伊萊扎（Eliza née Janes）和約瑟夫·丘奇（Joseph Church）的兒子，他家的收入來自身為銀匠和表匠的丘奇的父親約瑟夫，約瑟夫後來還成為了Aetna的一名主管。富裕的家境使得丘奇可以在很年輕的時候就開始探尋藝術，18歲時，丘奇在卡茨基爾受原來的鄰居丹尼爾·沃茲沃斯（Daniel Wadsworth）引薦，成為了托馬斯·科爾的學生。
追隨老師的腳步，丘奇成為了第二代哈德遜河派的核心人物。他多次前往美洲各地尋找創作靈感，繪出了一大批價值極高的風景畫。

### 家庭
1860年，丘奇在紐約州的哈德遜買下了一間農場，并娶伊莎貝爾·卡恩斯（Isabel Carnes）為妻。他們的長子與長女都在1865年3月死於白喉，1866年伊莎貝爾產下弗雷德里克·約瑟夫（Frederic Joseph）。當子女增加到四人後，他們開始到世界各地旅遊。1867年前往歐洲和中東地區，在這一時期丘奇也重新開始創作大幅畫作。
在旅行開始前，丘奇購置了大約十八英畝的山頭。1870年開始在此建造波斯風格的房屋，1872年全家都搬到了這棟新居里。理查德·莫里斯·亨特是丘奇的主要建築師和顧問。這棟別墅後來成為了美國國家歷史地標，即奥拉纳州立历史遗址（Olana State Historic Site）。

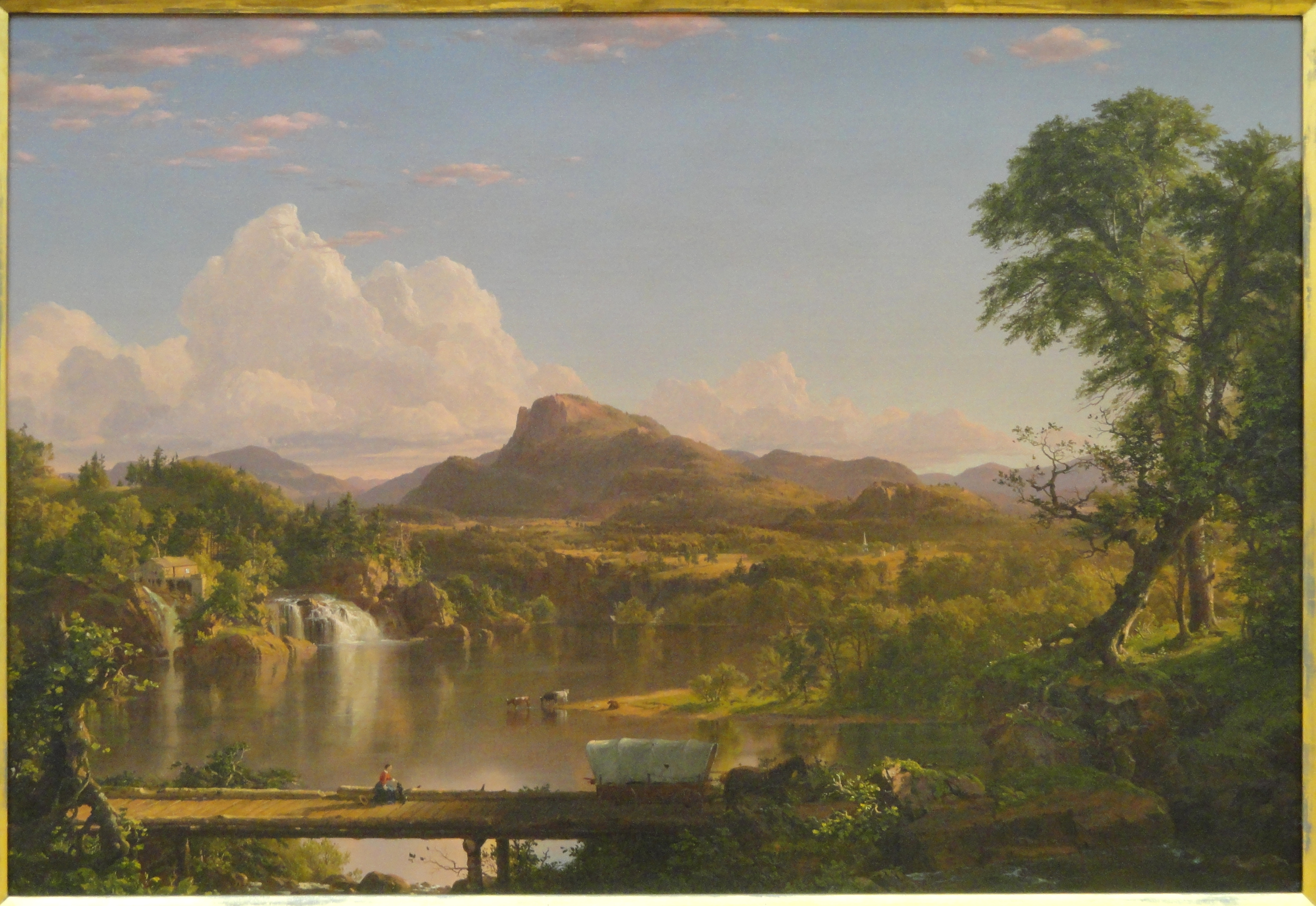
《新英格蘭風景》（New England Scenery）（1851年）是丘奇的「第一幅真正的複合風景畫」，它利用不同地點的速寫，形成了一幅比科爾的作品更詳細、空間更複雜的景觀。

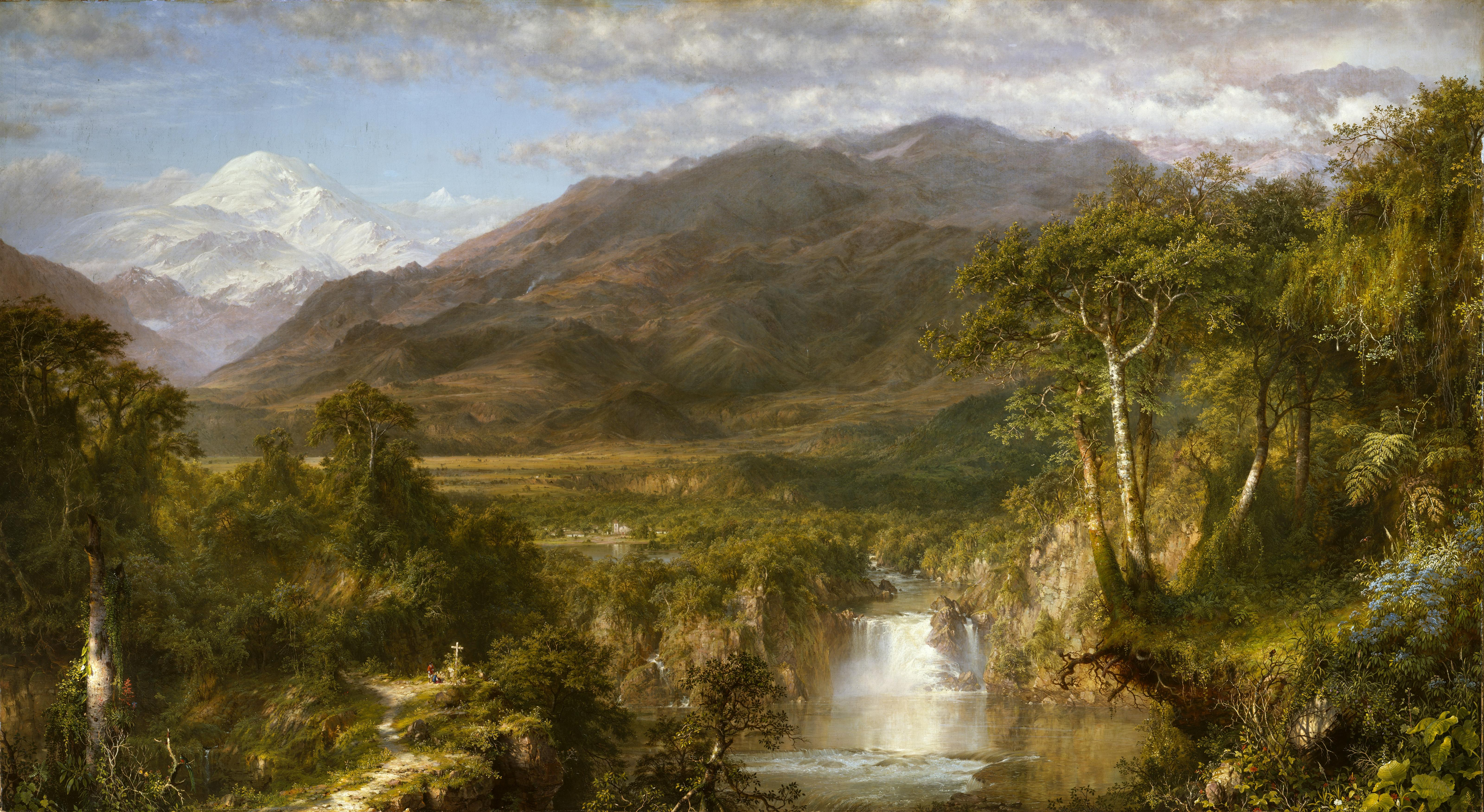
《安第斯山脈的心臟地帶》(1859)

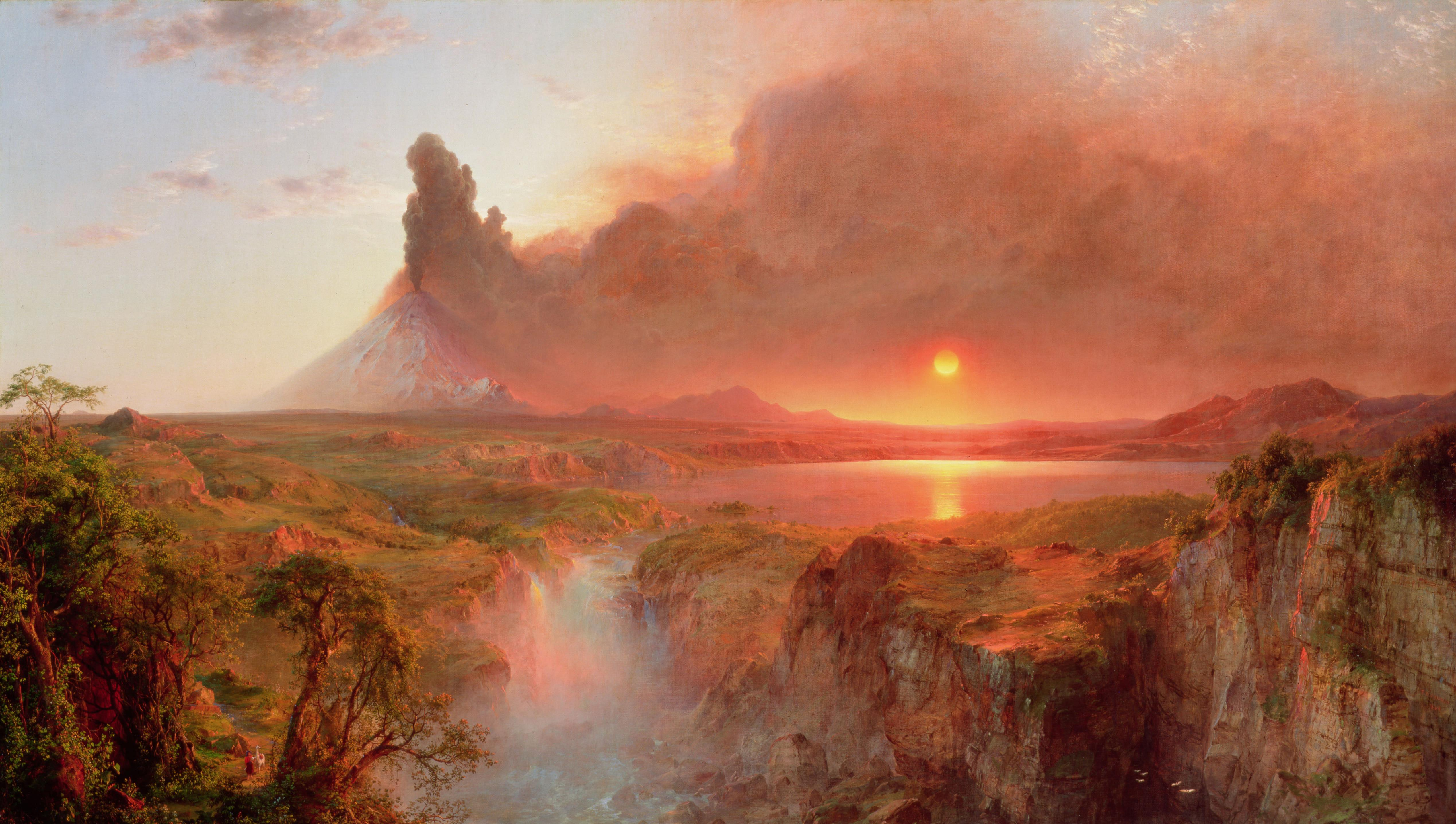
《科托帕希火山》(1862)

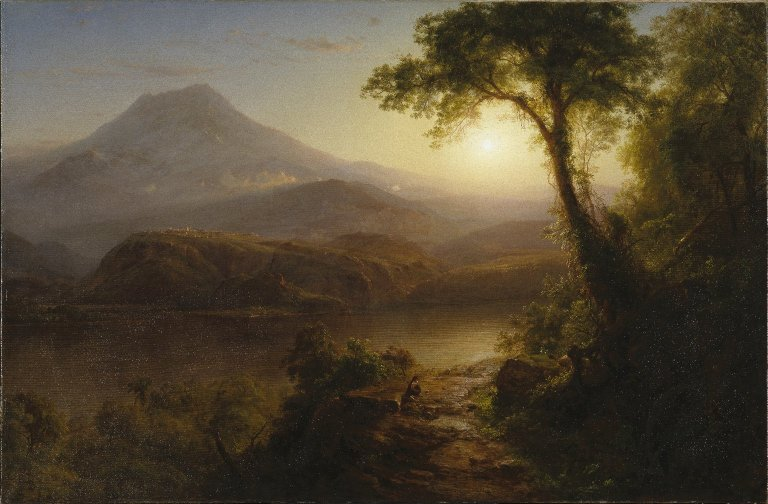
《熱帶風光》（Tropical Scenery） (1873)

## 圖庫

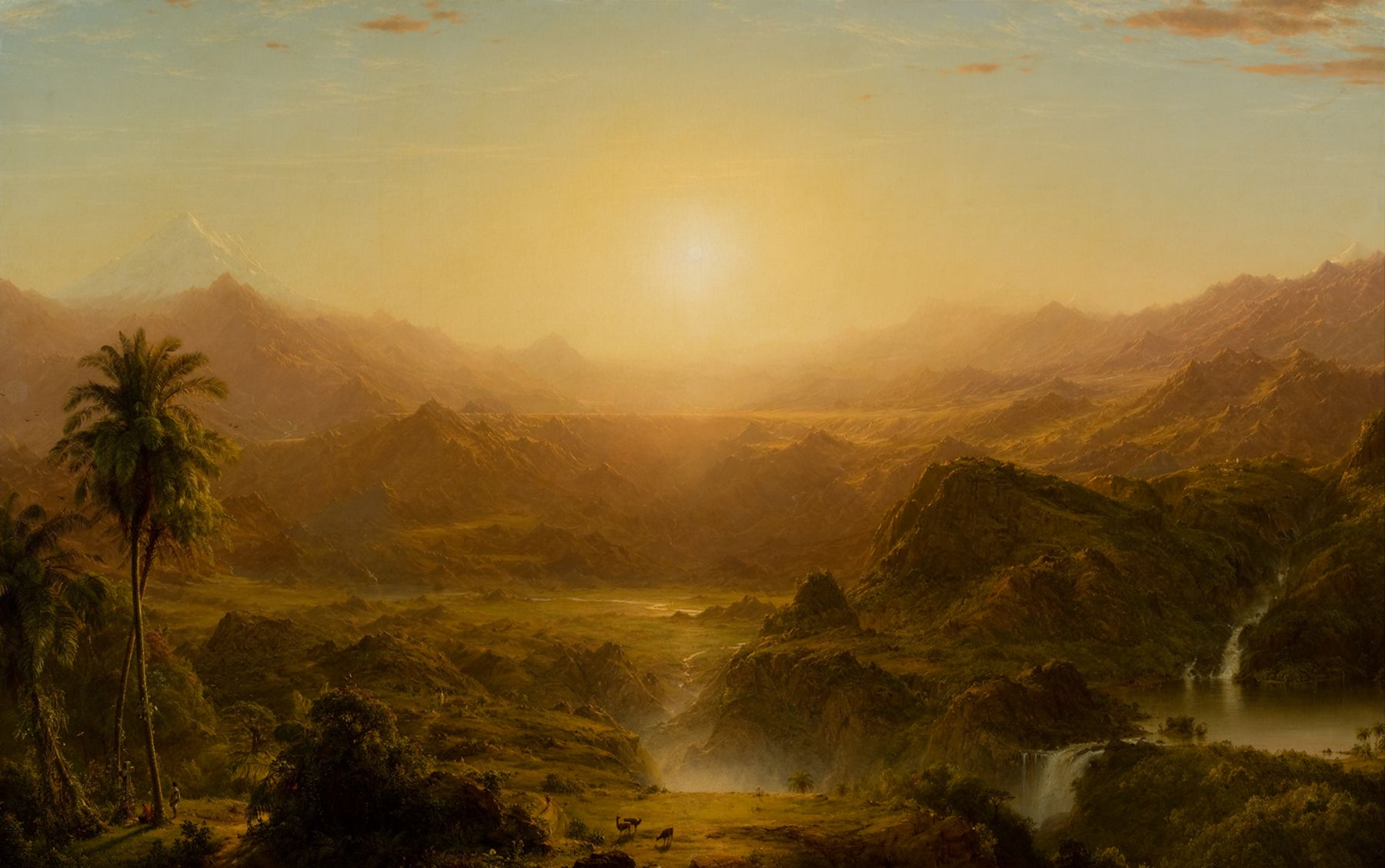
《厄瓜多的安第斯山脈》（The Andes of Ecuador），1855年，雷諾達故居美國藝術博物館
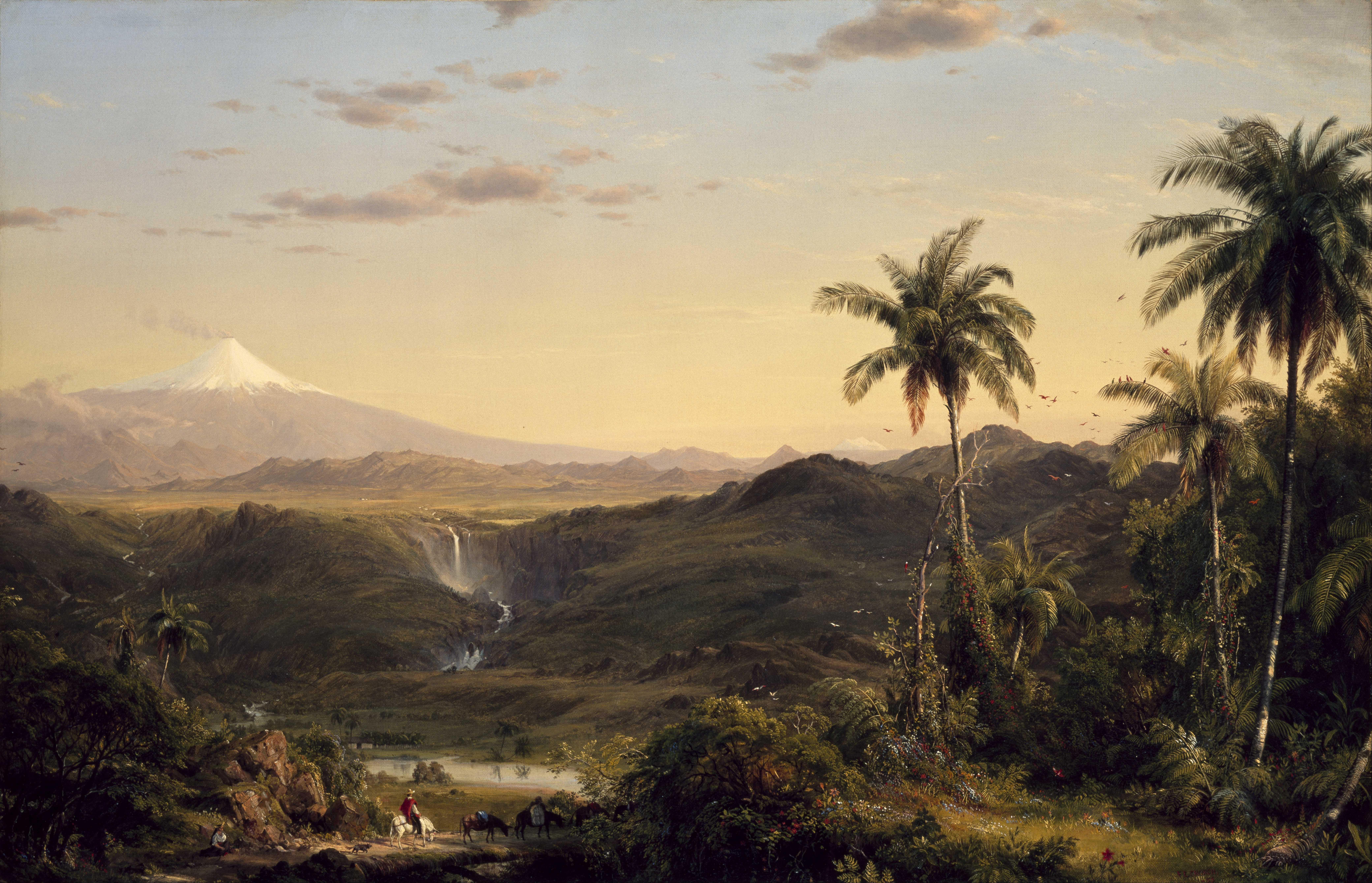
《科托帕希火山》，1855年
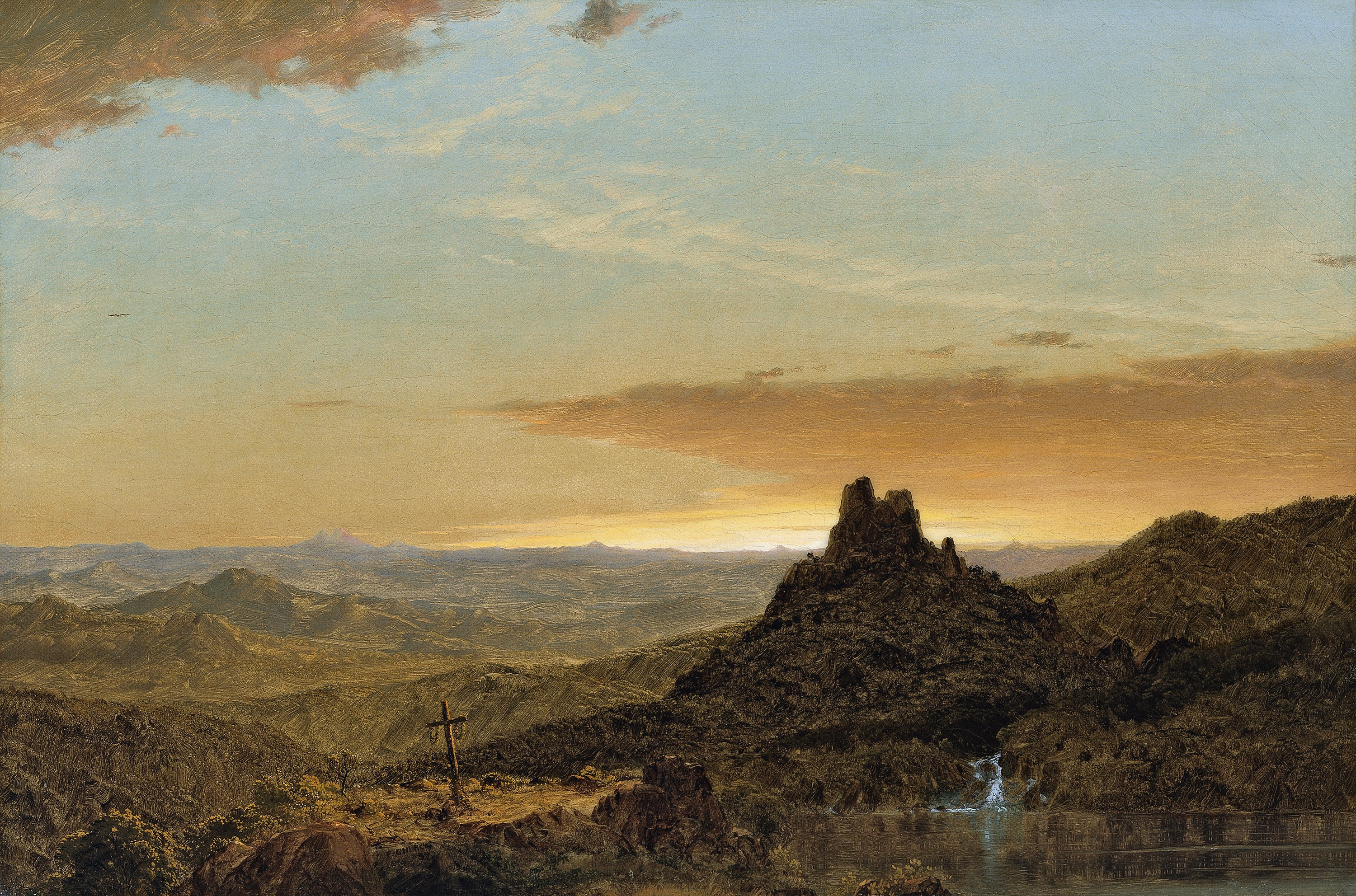
《曠野中的十字架》（Cross in the Wilderness），1857年
《尼加拉大瀑布》（Niagara），1857年，弗雷德里克·埃德溫·丘奇， 華盛頓國家藝廊。
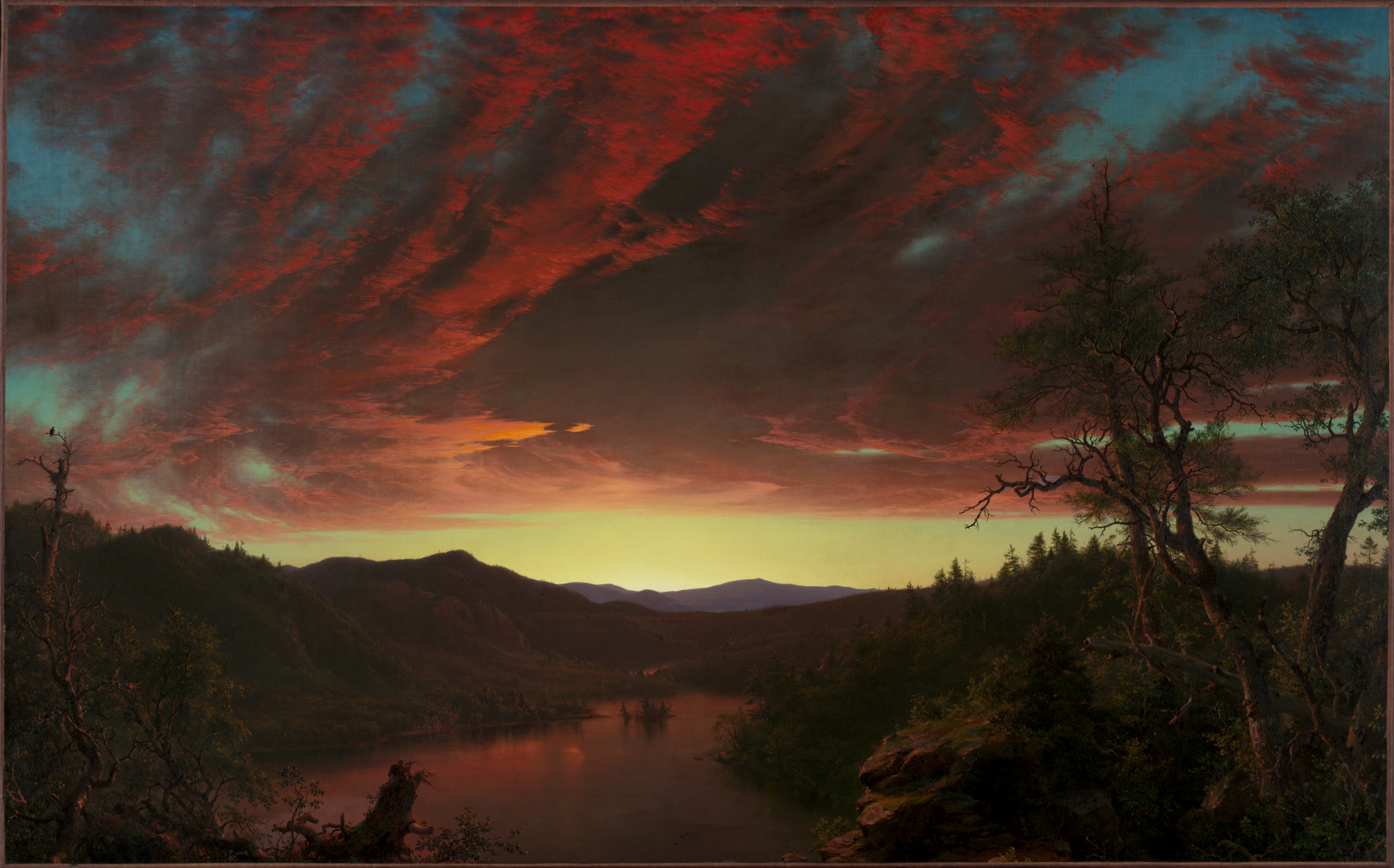
《荒野中的黃昏》（Twilight in the Wilderness），1860年，克利夫蘭藝術博物館
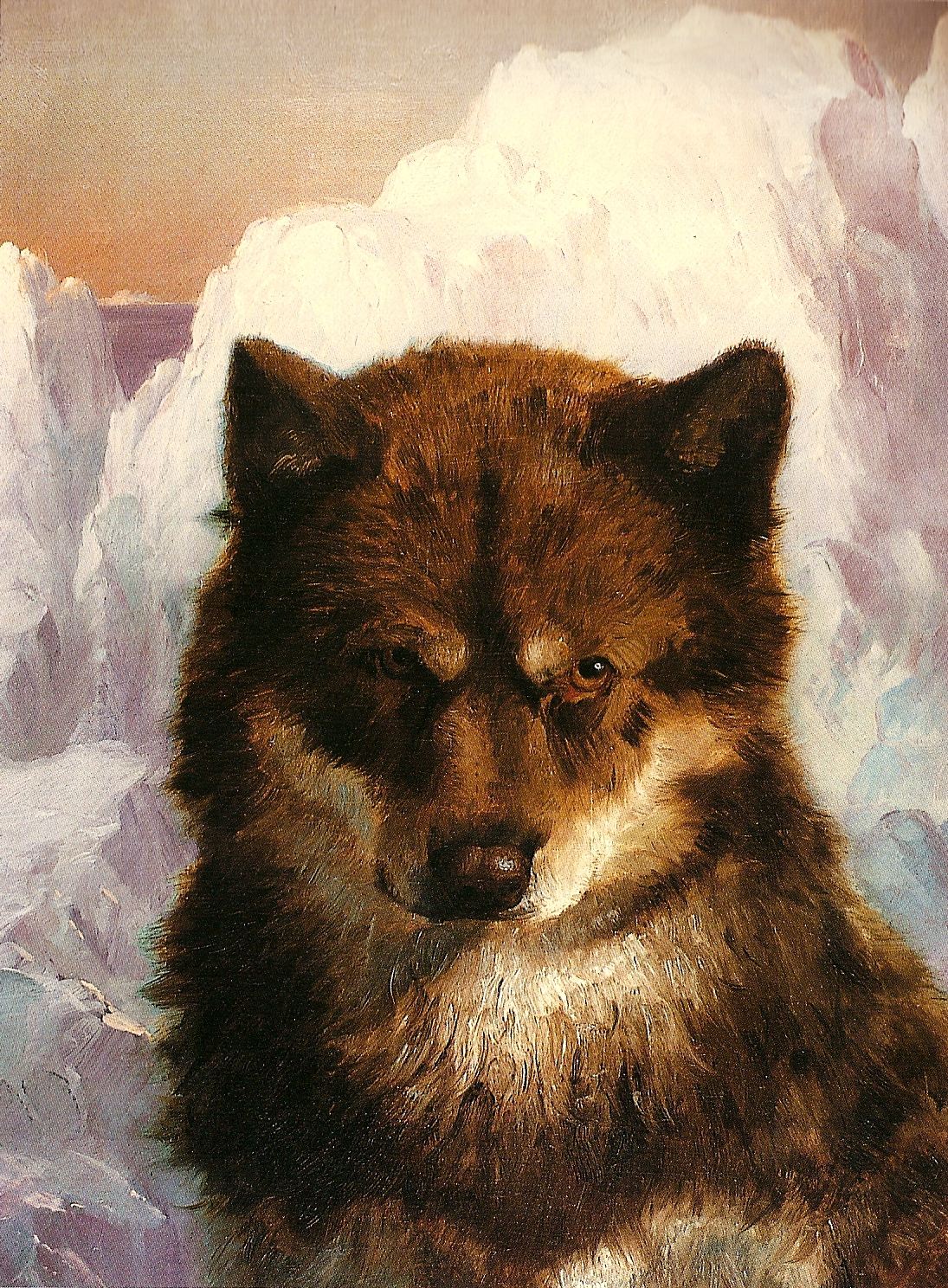
《Oosisoak》, 1861
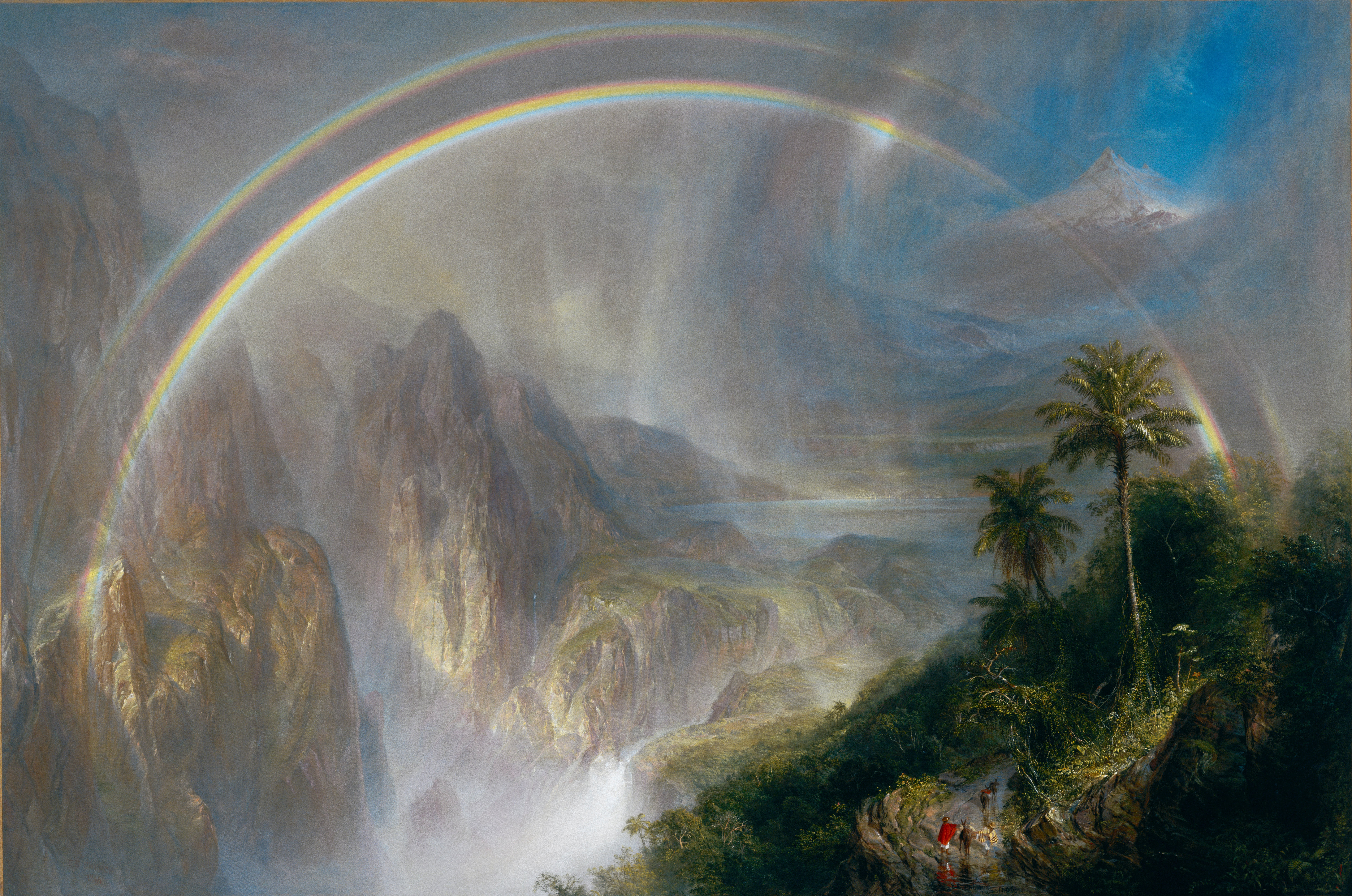
《熱帶雨季》（Rainy Season in the Tropics），1866年，舊金山藝術博物館
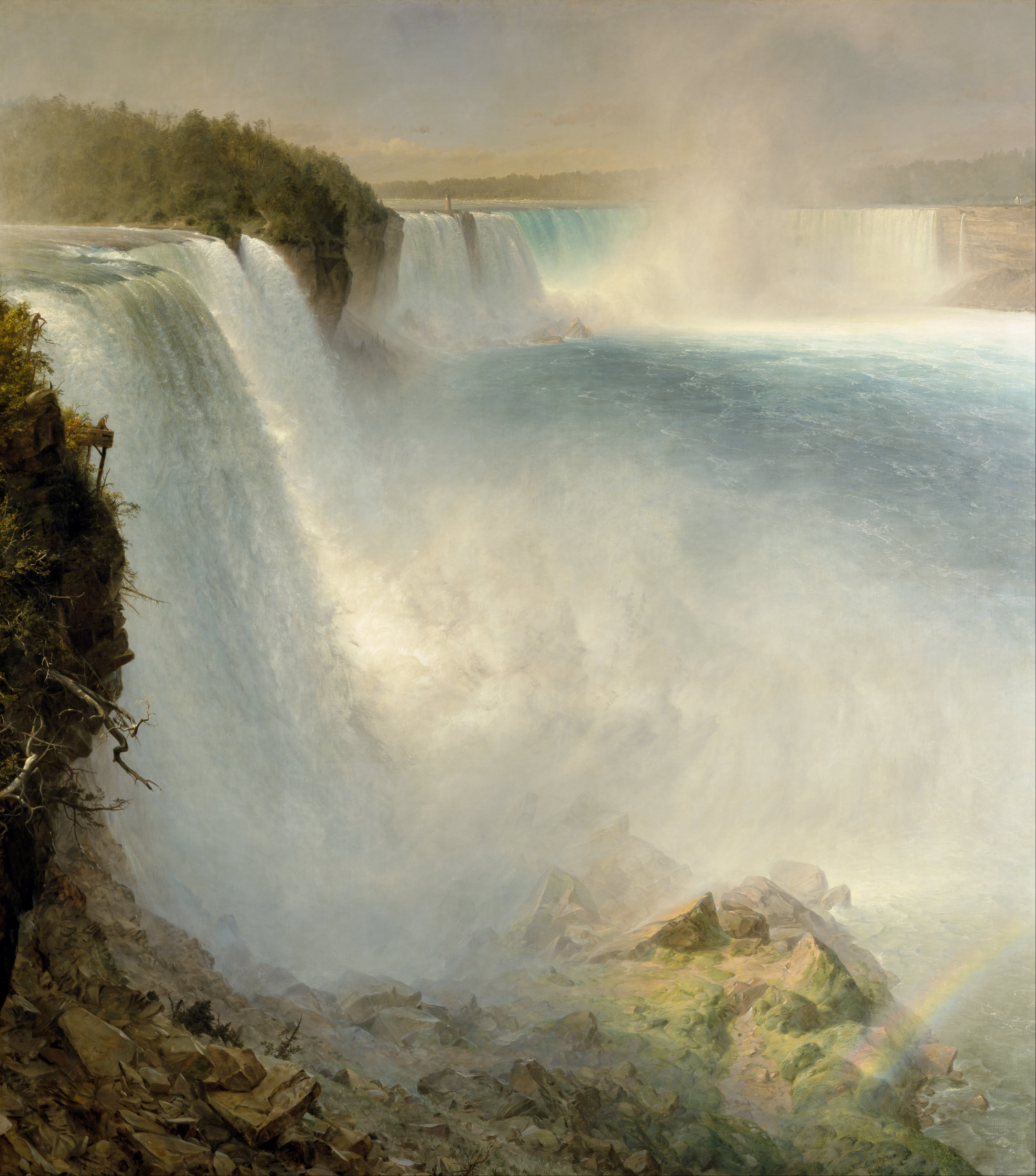
《尼加拉大瀑布，來自美國的一側》（Niagara Falls, from the American Side），1867年
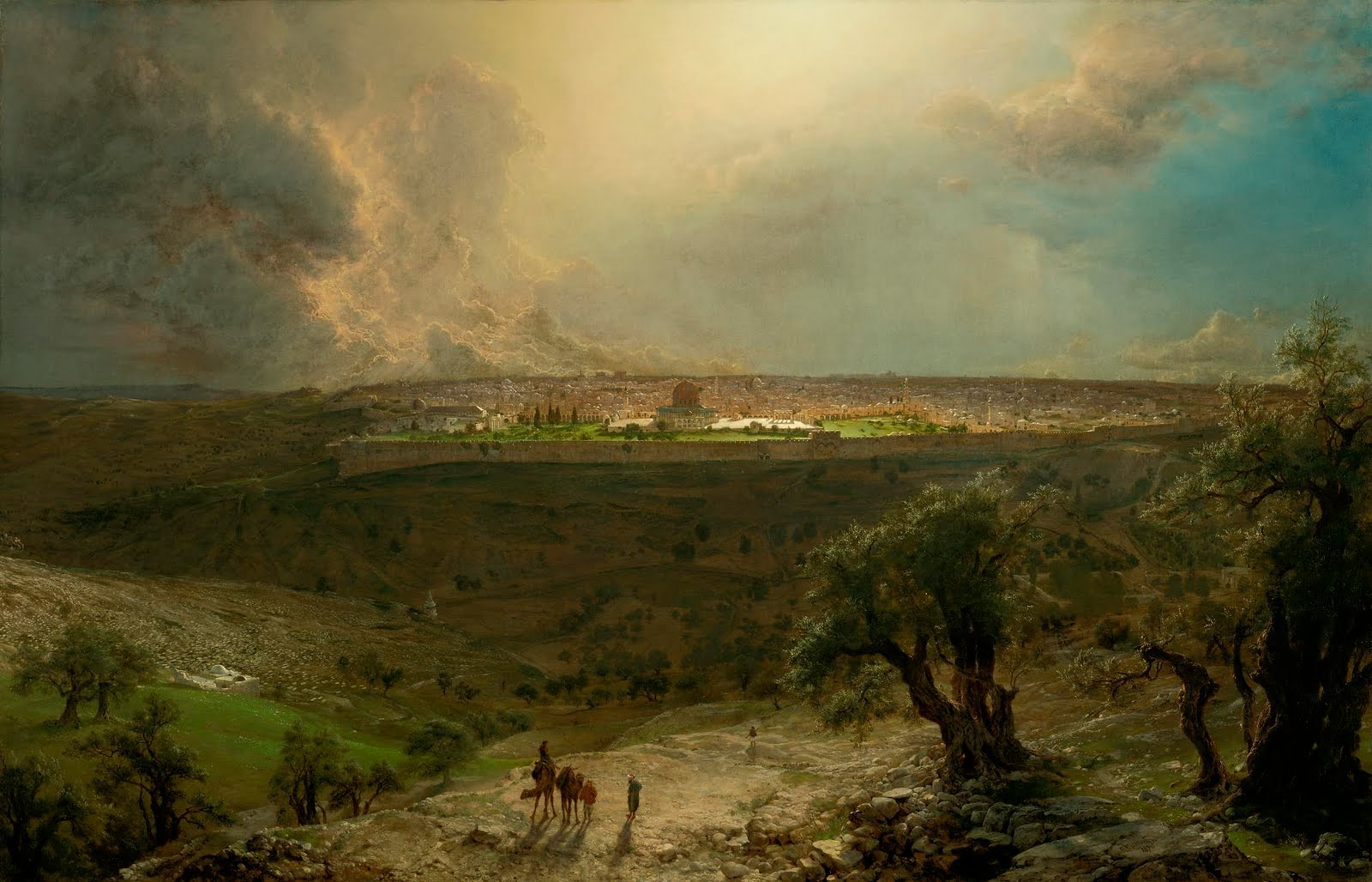
《從橄欖山觀耶路撒冷》（Jerusalem from the Mount of Olives），1870年，納爾遜-阿特金斯藝術博物館
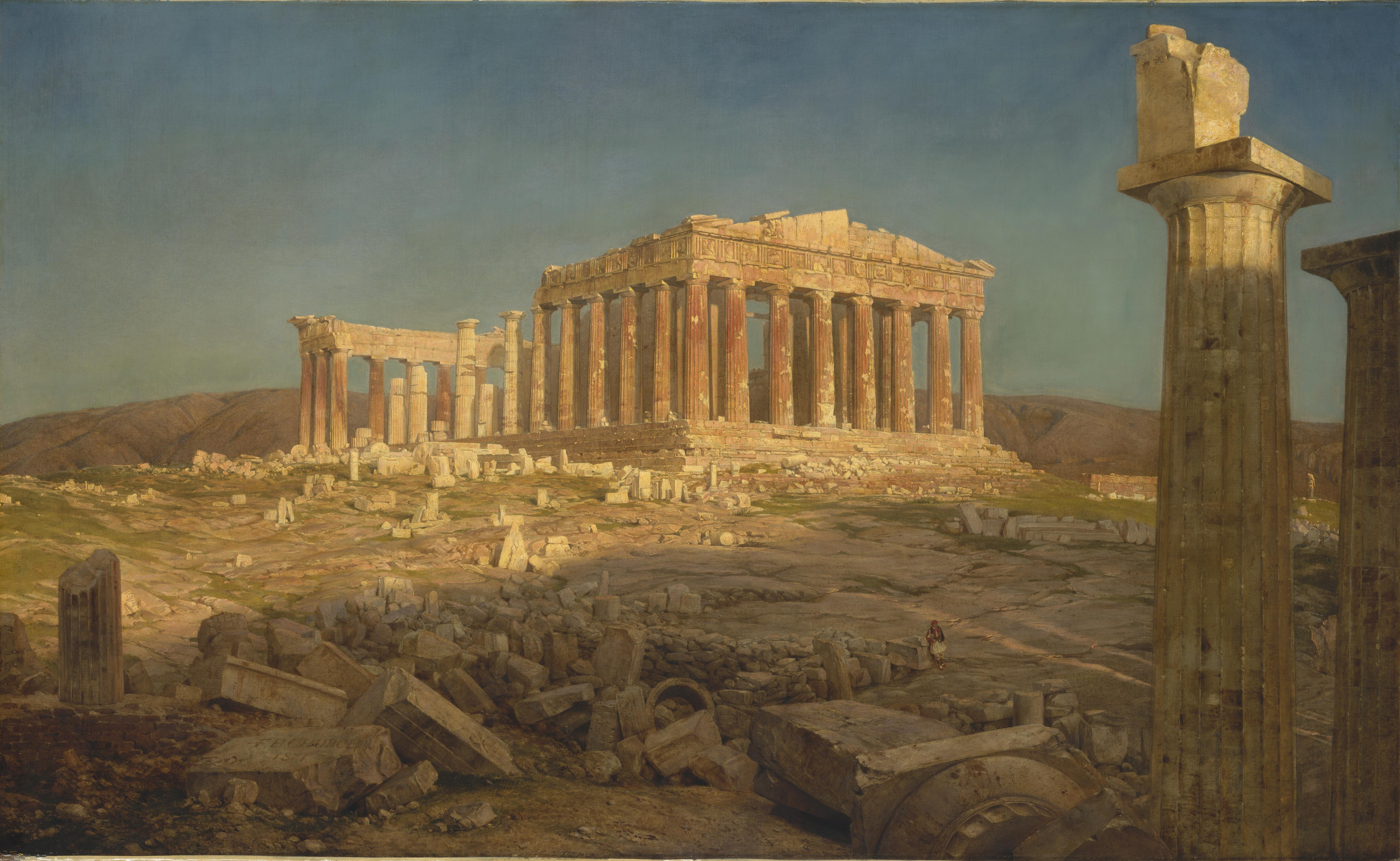
《帕德嫩神廟》（The Parthenon），1871年，大都會藝術博物館
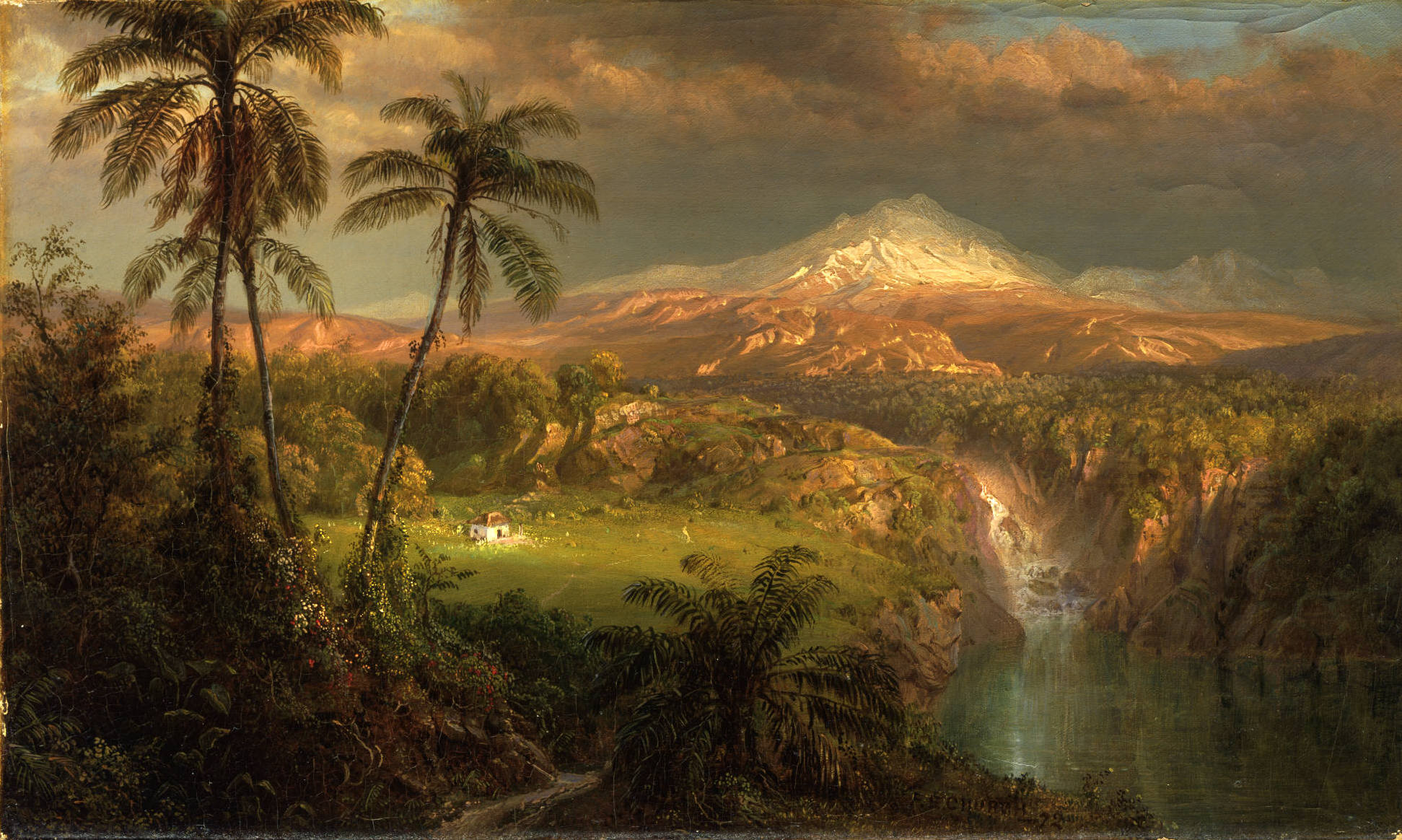
《熱帶陣雨》（Passing Shower in the Tropics），1872年，普林斯頓大學藝術博物館
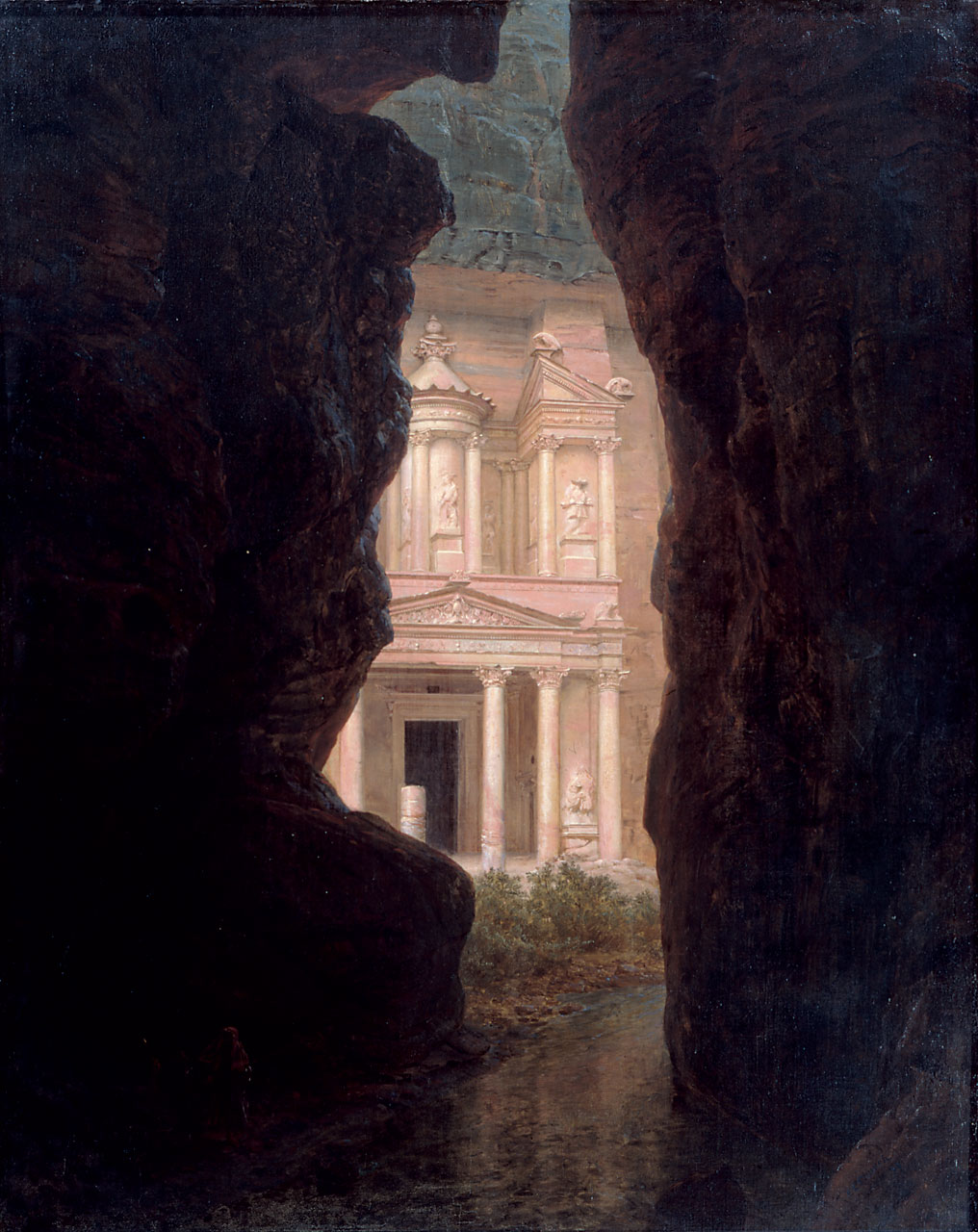
《佩特拉古城的卡茲尼神殿》（El Khasné, Petra），1874年，歐蘭納州立歷史地
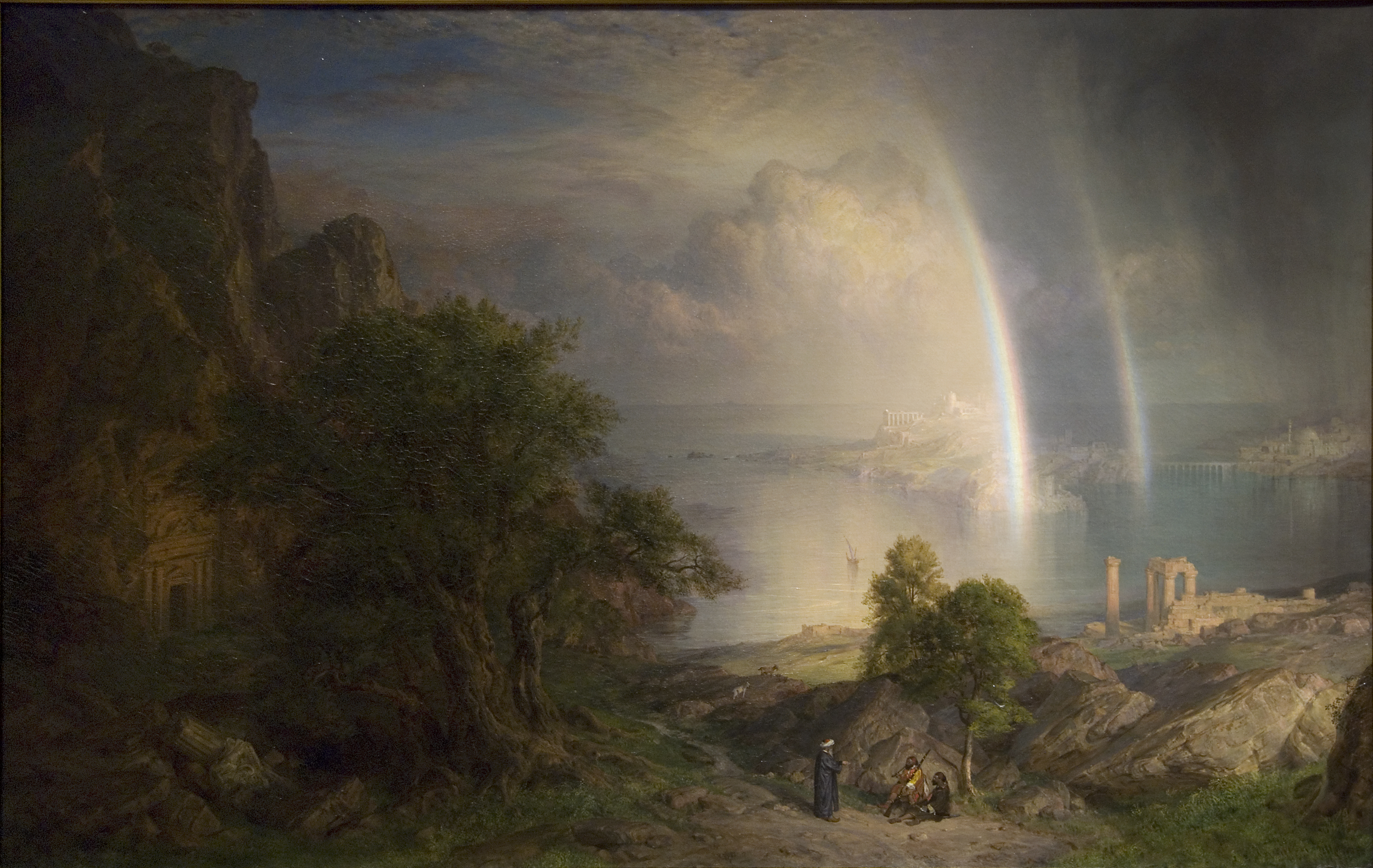
《愛琴海》（the Aegean Sea），1877年， 大都會藝術博物館

## 擴展閱讀
- Avery, Kevin J. . Metropolitan Museum of Art. 1993  [2014-10-31]. ISBN 978-9994925193. （原始内容存档于2018-09-09）.
- Harvey, Eleanor Jones; Church, Frederic Edwin. . Dallas Museum of Art. 2002. ISBN 9780300095364.
- Howat, John K.; Church, Frederic Edwin. . Yale University Press. 2005. ISBN 978-0300109887.
- Huntington, David C. . George Braziller. 1966. LCCN 66-16675.
- Kelly, Franklin.  (学位论文). 1985. ProQuest 303390102.
- Kelly, Franklin. . Smithsonian Institution Press. 1988. ISBN 978-0-87474-592-4.
- Kelly, Franklin. . National Gallery of Art. 1989. ISBN 978-0874744583.
- Wilmerding, John. . Washington: National Gallery of Art. 1980  [2022-06-25]. ISBN 9780691002804. （原始内容存档于2021-07-25）.

## 外部連結
- “Lost” Church painting is found-Oliver Brothers Fine Art Restoration, Boston, while cleaning of the 19th-century work found the clue that cracked the case （页面存档备份，存于）
- Frederic Edwin Church Gallery at MuseumSyndicate （页面存档备份，存于）
- Lyrics to the song "Olana" by Marc Cohn, about Church and the Olana estate, from Church's perspective. （页面存档备份，存于）